# IPhone XS
iPhone XS și iPhone XS Max ("X" se pronunță "zece") - sunt smartphone-urile Apple care folosesc procesorul Apple A12 Bionic și sistemul de operare iOS 12, prezentate pe 12 septembrie 2018 împreună cu iPhone XR.

## Caracteristici
XS este evaluat la IP68 pentru rezistența la praf și apă, adică poate fi scufundat la 2 metri sub apă timp de până la 30 de minute. Aceasta este o îmbunătățire a rezistenței la apă pentru iPhone 8 și X.  Apple a efectuat teste în diferite lichide, inclusiv apă clorată, apă sărată, ceai, vin, bere și sucuri.
Datorită lansării modelelor XS, XS Max si XR, X-ul a fost întrerupt, ceea ce înseamnă ca a avut cea mai scurta poziție în istoria iPhone-ului cu un termen de valabilitate de doar 10 luni.
La nivel internațional, XS și XS Max vor susține dual SIM-uri printr-un Nano-SIM și un eSIM. În China, Hong Kong și Macau, XS Max va veni cu un dual Nano-SIM (și fără eSIM), în timp ce XS va susține un singur Nano-SIM. Deoarece XS nu are un dublu Nano-SIM, eSIM este suportat numai în Hong Kong și Macao, dar nu și în China.
Bobina de încărcare fără fir este acum realizată din cupru pentru a reduce timpul de încărcare.

## Funcții noi
Noile caracteristici ale iPhone XS și iPhone XS Max:
1. Afișare super-retină
2. Cod de identificare avansată
3. A12 Bionic Chip
4. Certificat IP68 (rezistență la praf, apă și zgârieturi)

## Camera
Dispozitivul este dotat cu două obiective responsabile pentru imagini: un obiectiv cu unghi larg cu o diafragmă ƒ / 1,8 și un obiectiv teleobiectiv cu o deschidere de ƒ / 2,4. Rezoluția ambelor - 12 MP.
Numărul de pixeli a crescut, dar, în general, camera iPhone XS a păstrat configurația predecesorului său. Calitatea imaginilor s-a îmbunătățit datorită sistemului A12 Bionic și a sistemului Neural Engine. În primul rând, în mod prestabilit, aparatul foto filmează în modul Smart HDR. Lățimea intervalului dinamic se realizează prin crearea instantanee a mai multor fotografii și combinarea acestora în una singură cu părți întunecate bine dezvoltate ale imaginii și fără lumină supraexpusă.
Specificații:
- 12MP ƒ/1,8 diafragmă largă
- Stabilizare dublă optică a imaginii
- Senzor mai rapid
- Pixeli mai mari, mai adânci
- Quad-LED Flash True Tone
- Senzorul de detectare a flickerului
- 12MP ƒ/2,4 lentilă teleobiectiv
- 2x zoom optic
- Smart HDR
- Modul portret
- Video 4K până la 60fps
- Înregistrare stereo
- Controlul adâncimii[6]

## Complectație
Set clasic de profiluri mici al Apple. Smartphone, documentație, autocolante, clip, Lightning-cablu, EarPods, adaptor cu un singur amper. A pierdut adaptorul de la Lightning la mini-jack pentru căști.

## Design și ergonomie
Carcasa iPhone XS este fabricată din oțel chirurgical, aluminiu și sticlă, pe care Apple îl numește "cel mai durabil". 
iPhone XS este disponibil în trei culori: Silver, Space Gray și Gold. 
Nu există aproape nici o diferență externă între mini-versiunea iPhone XS și iPhone X. Noul model are două linii noi de antene în partea de jos și superioară, modulul camerei a fost ușor modificat. 
XS Max are o dimensiune identică cu iPhone 8 Plus - versiunea este concepută pentru cei care sunt obișnuiți cu un iPhone mare.
Greutatea iPhone XS este aproape identică cu greutatea iPhone-lui X, iar greutatea iPhone XS Max este coincide cu cea a iPhone-ului 8 Plus.  Versiunea XS Max a noului iPhone scoate în evidență cadrele fără ramă, însă clasicul XS este greu de distins de predecesorul X, tip, dimensiune, greutate - toate la fel.

## Ecran și sunet
În noile modele, același ecran OLED: Super Retina HD cu o densitate de 458 pixeli pe inch.
Ecranele diferă în funcție de mărime: XS are un afișaj de 5,8 inch cu o rezoluție de 2 436 × 1 125 pixeli, XS Max - 6,5 inch cu o rezoluție de 2 688 × 1 242 pixeli. Acesta din urmă este cel mai mare ecran din istoria iPhone-ului. Sunetul a devenit puțin mai voluminos.

## Critică
IPhone XS Max are un ecran diagonal de 6,5, care este cu 0,7 mai mult decât versiunile XS și X. O astfel de dimensiune a carcasei permite plasarea a unei baterii mai capabilă și o creștere de viață a bateriei cu aproximativ o oră. Dar datorită creșterii ecranului, greutatea, dimensiunile și ergonomia sunt în creștere. Utilizatorii se plâng că iPhone XS Max nu este atât de confortabil în mână, iar pentru persoanele cu palmă mică este dificil să ajungeți la vârful ecranului cu degetul. În versiunea Max există o opțiune "acces convenabil", care permite scăderea ecranului la un nivel inferior, dar atunci când este folosit, această funcție este evaluată de utilizatori ca fiind incomodă și enervantă .
Ecranul XS și XS Max are un afișaj OLED similar de la Samsung, ca și în iPhone X. Acesta diferă de versiunea X a gamei extinse dinamice cu 60%. Lipsa opțiunii ecranului Always On Display a dezamăgit utilizatorii când au fost afișate informații pe ecran care au fost dezactivate, cum ar fi: ora curentă, numărul de notificări, controlul jucătorului și altele .
În toamna anului 2018, mulți proprietari XS și Max au observat că dispozitivele lor nu se încarcă atunci când sunt conectate. Problema a fost rezolvată atunci când au fost efectuate manipulări cu smartphone-ul, imediat după conectarea la încărcare. Această eroare a fost rezolvată în actualizarea pentru iOS 12.1. Apoi, unii utilizatori ai operatorului american Verizon s-au plâns că, cu un nivel scăzut al semnalului, viteza conexiunii LTE scade între ei .